# Педро Пабло Рамірес
Пе́дро Па́бло Рамі́рес (ісп. Pedro Pablo Ramírez; 30 січня 1884 — 12 травня 1962) — аргентинський військовик, самопроголошений президент Аргентини у 1943—1944 роках.
Після завершення Аргентинського військового коледжу у 1904 році у званні молодшого лейтенанта Рамірес був призначений на посаду першого лейтенанта кавалерії у 1910 році. У 1911 році він вирушив до Німеччини для навчання у П'ятому гусарському полку кайзера Вільгельма. Він повернувся на батьківщину у 1913 році з дружиною-німкенею. Він надавав допомогу Хосе Феліксу Урібуру під час перевороту, який усунув від влади Іполіто Ірігоєна у 1930 році. Після цього Рамірес вирушив до Рима, де спостерігав за армією Беніто Муссоліні до свого повернення в Аргентину у 1932 році.
Коли в Аргентині проходили вільні вибори, генерал Рамірес працював у тіні і планував повернення фашизму до влади. У 1942 році Раміреса було призначено на посаду міністра оборони в уряді президента Рамона Кастільйо, і він почав реорганізацію аргентинської армії. Проте Кастільйо звільнив Раміреса на засіданні кабінету 18 травня 1943 року. За два тижні, 4 червня 1943 року, Рамірес підтримав Артуро Росона в усуненні уряду Кастільйо, після чого був знову призначений на посаду військового міністра. Через три дні, 7 червня, Рамірес сприяв усуненню Росона з посту глави держави і намагався утримати нейтралітет Аргентини у Другій світовій війні. На той час Аргентина була затиснута між двома сторонами: Британією, яка наполягала на нейтралітеті країни, і США, які намагались втягнути Аргентину до війни на боці союзників. Попри це, Рамірес залишився нейтральним, через що США відмовили Аргентині у ленд-лізі. Нарешті Аргентина оголосила війну Німеччині та Японії, коли уряд очолив Едельміро Фаррелл.